# Trichovespula macrocera
Trichovespula macrocera is een schietmot uit de familie Tasimiidae. De soort komt voor in het Neotropisch gebied.